# انخفاض تعداد البرمائيات

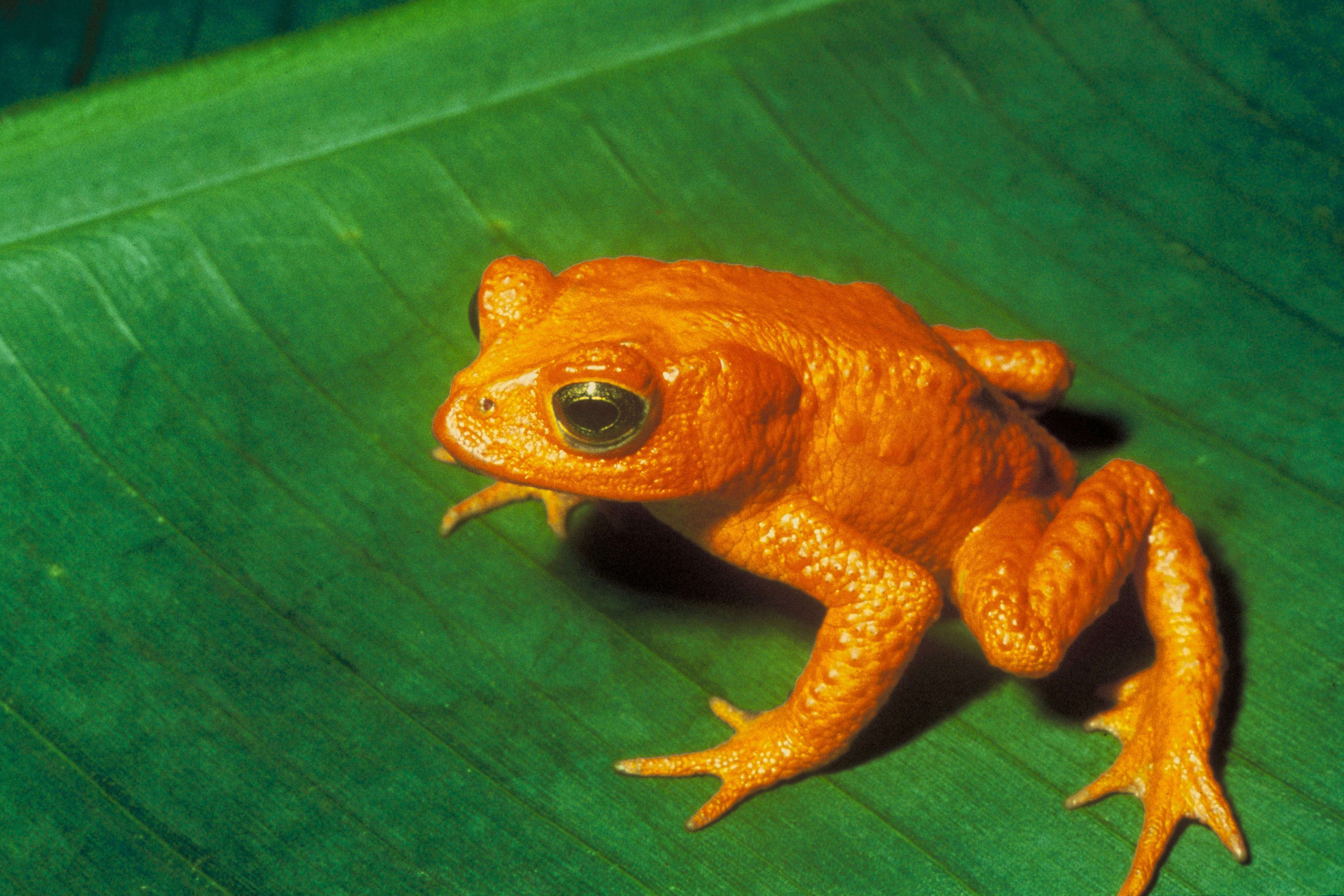
كان العلجوم الذهبي في كوستاريكا من أوائل البرمائيات التي انخفضت أعدادها. كان العلجوم الذهبي ذا أعداد وفيرة، لكن لم يظهر في البرية منذ 1989

الانخفاض في تعداد البرمائيات، هو انقراض جماعي مستمر لأنواع البرمائيات في جميع أنحاء العالم. لوحظ انخفاض في عدد البرمائيات في مواقع في جميع أنحاء العالم منذ ثمانينيات القرن العشرين، بما في ذلك حوادث انهيار التعدادات والانقراضات الجماعية المحلية. تُعرف هذه الانخفاضات بأنها واحدة من أخطر التهديدات للتنوع الحيوي العالمي.
تشير الأبحاث الأخيرة (التي أُجريت في عام2007) إلى أن ظهور أنواع جديدة من الفطريات وحيدة الخلية قد يمثل جزءًا كبيرًا من انخفاض تعداد البرمائيات عمومًا. تؤكد ورقة بحثية أحدث (أُجريت في عام 2018) نُشرت في دورية ساينس العلمية هذا الأمر.
قد ينطوي الأمر على أسباب ثانوية عديدة، بما في ذلك أمراض أخرى، وتدمير البيئة وتعديلها واستغلالها، والتلوث، واستخدام مبيدات الآفات، والأنواع المستقدمة، والأشعة فوق البنفسجية ذات الموجة المتوسطة أو ما يُسمى موجة (بي). ومع ذلك، ما زالت هناك العديد من أسباب انخفاض تعداد البرمائيات غير المفهومة جيدًا، وشغل هذا الموضوع حاليًا الكثير من الأبحاث الجارية. تشير الحسابات المستندة إلى معدلات الانقراض إلى أن معدل الانقراض الحالي للبرمائيات يمكن أن يكون أكبر بـ 211 مرة من معدل الانقراض الأساسي، ويصل التقدير إلى 25000-45000 ضُعفًا إذا أُخذت الأنواع المهددة بالانقراض أيضًا في الحسبان.
يعود الوعي بالظاهرة بصفتها مشكلة عالمية، وتصنيفها اللاحق على أنها انقراض جماعي في العصر الحديث إلى ثمانينيات القرن العشرين، على الرغم من أن العلماء بدأوا في مراقبة مجموعات متناقصة من العديد من أنواع البرمائيات الأوروبية بالفعل في خمسينيات القرن العشرين. بدأ أكثر من 500 نوعًا من الضفادع والسلمندر الموجودة في القارات الخمس بالتناقص بحلول عام 1993.

## خلفية
حدث انخفاض في تعداد البرمائيات (فئة الكائنات الحية التي تشمل الضفادع، والعلجوم، والسمندر، والسمندر المائي، وعديمات الأرجل) في العقود الثلاثة الماضية في جميع أنحاء العالم. نُشرت في عام 2004 نتائج أول تقييم عالمي لتعداد البرمائيات، وهو التقييم العالمي للبرمائيات. تبين وفق التقرير أن 32 % هي أنواع مهددة عالميًا، و43 % على الأقل تعاني من شكل من أشكال انخفاض التعداد، وأن ما بين 9 و122 نوعًا انقرضت منذ عام 1980. اعتبارًا من عام 2010، أدرجت القائمة الحمراء للاتحاد الدولي لحفظ الطبيعة، التي تضم تقييم البرمائيات العالمية والتحديثات اللاحقة، 486 نوعًا من البرمائيات بأنها «أنواع مهددة بخطر انقراض أقصى». تشير الدلائل الأخيرة على الرغم من المخاطر العالية التي تواجهها هذه المجموعة، إلى أن العامة أصبحوا غير مبالين إلى حد كبير بهذه المشكلة وغيرها من المشاكل البيئية، ما يشكل مشاكل خطيرة للمحافظين على البيئة والعاملين في مجال البيئة على حد سواء.
يُعتقد أن كلًا من فقدان البيئات، والأمراض، وتغير المناخ، هم المسؤولين عن الانخفاض الكبير في تعداد البرمائيات في السنوات الأخيرة. كانت الانخفاضات شديدة بشكل خاص في غرب الولايات المتحدة وأمريكا الوسطى وأمريكا الجنوبية وأستراليا الشرقية وفيجي (على الرغم من ظهور حالات انقراض البرمائيات في جميع أنحاء العالم). تتسبب الأنشطة البشرية في فقدان جزء كبير من التنوع الحيوي في العالم، ولكن تعاني البرمائيات من آثار أكبر بكثير من فئات الكائنات الحية الأخرى، وذلك لأن البرمائيات بشكل عام لها دورة حياة ثنائية المرحلة تتكون من كل من المراحل المائية (اليرقات) والبرية (البالغين)، فهي حساسة لكل من التأثيرات البيئية البرية والمائية. قد تكون أكثر عرضة للذيفان في البيئة من الكائنات الحية الأخرى مثل الطيور أو الثدييات، نظرًا لأن جلودها ذات نفاذية عالية. يعتقد العديد من العلماء أن البرمائيات تعمل «كطيور كناري في منجم فحم» (تشبيه لحساسية هذه الأنواع)، وأن الانخفاض في تعداد البرمائيات والأنواع تشير إلى أن مجموعات أخرى من الحيوانات والنباتات ستكون معرضة للخطر قريبًا.
لُوحظت الانخفاضات في تعداد البرمائيات لأول مرة على نطاق واسع في أواخر ثمانينيات القرن العشرين، عندما أبلغ تجمع كبير من أخصائيي الزواحف والبرمائيات عن انخفاض في تعداد البرمائيات في جميع أنحاء العالم بشكل بارز، ومن بين هذه الأنواع العلجوم الذهبي (بوفو بيريغلينسيس) المستوطن في مونتيفيردي في كوستاريكا. كانت موضوعًا البحث العلمي حتى انهيار تعدادها بشكل مفاجئ في عام 1987 واختفائها تمامًا بحلول عام 1989. اختفت أيضًا أنواع أخرى في مونتيفيردي في كوستاريكا، بما في ذلك العلجوم المتغير الكوستاريكي (العلجوم المزركش المهرج) في نفس الوقت. لا يمكن أن تكون هذه الانقراضات مرتبطة بالأنشطة البشرية المحلية نظرًا لوجودها في محمية غابة مونتيفيردي كلاود، وهو ما أثار قلقًا خاصًا بين علماء الأحياء.

## شكوك أولية
ظل بعض العلماء غير مقتنعين بواقع وخطورة قضية الحفاظ على الطبيعة حتى عندما قُدمت قضية انخفاض تعداد البرمائيات لأول مرة بصفتها مسألة للحفاظ على الطبيعة في أواخر ثمانينيات القرن العشرين. جادل بعض علماء الأحياء بأن معظم مجموعات الكائنات الحية، بما في ذلك البرمائيات، تختلف بشكل طبيعي مع مرور الوقت. وجادلوا في أن نقص البيانات طويلة المدى حول مجموعات البرمائيات، شكل صعوبة في تحديد ما إن كانت انخفاض التعدادات غير الرسمية التي أبلغ عنها علماء الأحياء يستحق الوقت والمال (المحدودين غالبًا) المُخصيين لجهود الحفاظ على الطبيعة.
توصل علماء الأحياء منذ تشكل هذا الشك الأولي إلى توافق في الآراء ينص على أن الانخفاض في تعداد البرمائيات يمثل تهديدًا حقيقيًا وشديدًا للتنوع الحيوي. ظهر هذا الإجماع مع زيادة في عدد الدراسات التي رصدت مجموعات البرمائيات، والملاحظة المباشرة للموت الجماعي في الأراضي البكر الذي يفتقر إلى سبب واضح، والوعي بأن الانخفاض في مجموعات البرمائيات يحدث في  بشكل عالمي في الطبيعة.

## الأسباب الثانوية المحتملة
اقتُرحت العديد من التفسيرات المحتملة لانخفاض تعداد البرمائيات. ارتبطت معظم أو كل هذه الأسباب ببعض انخفاضات التعداد، لذلك من المحتمل أن يؤثر كل سبب في ظروف معينة دون غيرها. تُعد العديد من أسباب انخفاض تعداد البرمائيات مفهومة جيدًا، ويبدو أنها تؤثر على مجموعات أخرى من الكائنات الحية وكذلك البرمائيات. وتشمل هذه الأسباب تعديل البيئات وتفتتها، والحيوانات المُستقدمة المفترسة أو المنافسة، والأنواع المُستقدمة، والتلوث، واستخدام مبيدات الآفات، أو فرط الاستغلال. ومع ذلك، حدثت العديد من حالات الانخفاض أو الانقراض البرمائية في البيئات البكر حيث من غير المحتمل أن تحدث الآثار المذكورة أعلاه. تُعد أسباب هذه الانخفاضات معقدة، ولكن يمكن أن يُعزى الكثير منها إلى الأمراض الناشئة، أو تغير المناخ، أو زيادة الأشعة والأشعة فوق البنفسجية ذات الموجة المتوسطة أو ما يُسمى موجة (بي)، أو انتقال الملوثات الكيميائية عن طريق الرياح لمسافات طويلة.
اقتُرحت الإضاءة الصناعية بصفتها سببًا محتملًا آخر. تنجذب الحشرات إلى الأضواء ما يجعلها أكثر ندرة في البيئات البرمائية.

### تعديل البيئات
يُعد تعديل البيئات أو تدميرها من أكثر القضايا إثارة التي تؤثر على الأنواع البرمائية في جميع أنحاء العالم. نظرًا لأن البرمائيات تحتاج عمومًا إلى بيئات مائية وبرية من أجل البقاء، فإن التهديدات التي يتعرض لها أي من البيئات يمكن أن تؤثر على التعداد. وبالتالي ، قد تكون البرمائيات أكثر عرضة لتعديل البيئات من الكائنات التي تتطلب نوعًا واحدًا فقط من البيئات. قد تؤدي التغيرات المناخية واسعة النطاق إلى تعديل البيئات المائية، ما يمنع تكاثر البرمائيات تمامًا.